# 최희승
최희승(2000년 9월 17일 ~)은 대한민국의 배우이다.

#### 드라마
- 2023년 tvN 월화 미니시리즈 《반짝이는 워터멜론》
- 2024년 tvN 주말 미니시리즈 《눈물의 여왕》